# Hole (Noruega)
Hole é uma comuna da Noruega, com 195 km² de área e 5 199 habitantes (censo de 2004).         